# Norman Z. McLeod
Norman Z. McLeod, também creditado como Norman Mc Leod, Norman Zenos MacLeod ou Norman McLeod, foi um produtor, roteirista e diretor de cinema dos Estados Unidos, dono de uma das mais ricas e vastas carreiras do cinema. Dirigiu clássicos como Taking A Chance (1928), Monkey Business (1931), Horse Feathers (1932), Alice no País das Maravilhas (1933), Topper (filme) (1937), Merrily We Live (1938), Lady Be Good (1941), Panama Hattie (1942), The Paleface (1948), Road to Rio (1949) e A Grande Noite de Casanova (1954). Foi assistente de direção de William A. Wellman em Asas (1927), primeiro filme a vencer o Oscar.

## Vida pessoal
Estudou na Universidade de Washington e por dois anos foi piloto da Força Aérea dos Estados Unidos na França durante a Primeira Guerra Mundial. Foi casado com Evelyn Ward. Faleceu aos 65 anos em Hollywood. Possui uma estrela na Calçada da Fama.

## Filmografia
Como diretor
1. "The Twilight Zone" (1 episódio, 1961) - USA (título original) - "Além da Imaginação" - Brasil e "Quinta Dimensão" - Portugal
2. "Once Upon a Time" (1961) episódio de TV
3. "The Best of the Post" (1 episódio, 1960): "The Little Terror" (1960) episódio de TV
4. "Happy" (1 episódio, 1960): The Honeymoon - episódio de TV
5. Ben Blue's Brothers (1960) (TV)
6. "Celebrity Golf" (1960) Seriado de TV (episódios desconhecidos)
7. Alias Jesse James (1959)
8. "The Gale Storm Show" (8 episódios de TV, 1958): Bamboozled in Bombay; Happily Unmarried; Our Dear Captain; How to Catch a Man; A Beautiful Friendship e mais três
9. Public Pigeon No. 1 (1957)
10. "Screen Directors Playhouse" (1 episódio, 1955): The Life of Vernon Hathaway - episódio de TV
11. "Casanova's Big Night" (1954) - USA (título original) - A Grande Noite de Casanova (Brasil)
12. Never Wave at a WAC (1953)
13. My Favorite Spy (1951)
14. Let's Dance (1950) (como Norman McLeod)
15. The Paleface (1948)
16. Isn't It Romantic? (1948)
17. Road to Rio (1947)
18. "The Secret Life of Walter Mitty" (1947) - USA (título original) - O Homem de 8 Vidas - Brasil e "O Homem das Sete Vidas" - Portugal
19. The Kid from Brooklyn (1946)
20. "The Canterville Ghost" (1944) - USA (título original) - O Fantasma de Canterville (sem créditos)
21. Swing Shift Maisie (1943)
22. The Powers Girl (1943)
23. Panama Hattie (1942)
24. Jackass Mail (1942)
25. Lady Be Good (1941)
26. The Trial of Mary Dugan (1941)
27. Little Men (1940)
28. Remember? (1939)
29. Topper Takes a Trip (1938)
30. There Goes My Heart (1938)
31. Merrily We Live (1938)
32. Topper (filme) (1937)
33. Mind Your Own Business (1936)
34. Pennies from Heaven (1936)
35. Early to Bed (1936)
36. The Milky Way (1936) (some scenes) (sem créditos)
37. Coronado (1935)
38. Here Comes Cookie (1935) (como Norman McLeod)
39. Redheads on Parade (1935)
40. It's a Gift (1934) (como Norman McLeod)
41. Many Happy Returns (1934) (como Norman McLeod)
42. Melody in Spring (1934)
43. " Alice in Wonderland" (1933) - USA (título original) - Alice no País das Maravilhas (como Norman Mc Leod)
44. Mama Loves Papa (1933)
45. A Lady's Profession (1933)
46. "If I Had a Million" (1932) - USA (título original) - Se Eu Tivesse Um Milhão (segmentos "China Shop" and "Road Hogs")
47. "Horse Feathers" (1932) - USA (título original) - Os Gênios da pelota - Brasil - "Penas de Cavalo" - Portugal (como Norman McLeod)
48. The Miracle Man (1932) (como Norman McLeod)
49. Touchdown (1931)
50. Monkey Business (1931) (como Norman McLeod)
51. Finn and Hattie (1931)
52. Along Came Youth (1930)
53. Taking a Chance (1928)

Como roteirista
1. "Vacation Playhouse" (1 episódio, 1963): A Love Affair Just for Three episódio de TV (escritor)
2. Remember? (1939) (roteiro) (estória)
3. Sooky (1931) (roteiro) (estória)
4. Skippy (1931) (escritor)
5. The Air Circus (1928) (escritor)
6. None But the Brave (1928/I) (como Norman McLeod) (títulos)
7. The Play Girl (1928) (títulos)
8. Two Flaming Youths (1927) (sem créditos)
9. Meet the Folks (1927) (cartoons)
10. Beauty à la Mud (1926) (cartoons)
11. Dummy Love (1921) (estória)

Como assistente de direção
1. "Wings" (1927) - USA (título original) - Asas (assistente do diretor) (sem créditos)

Outras performances
1. You Can't Fool a Camera (1941) - documentário em curta-metragem (como ele mesmo)